# Premio Mondello
Il Premio letterario internazionale "Mondello Città di Palermo" è stato istituito nel 1975 da un gruppo di intellettuali siciliani.

## Storia

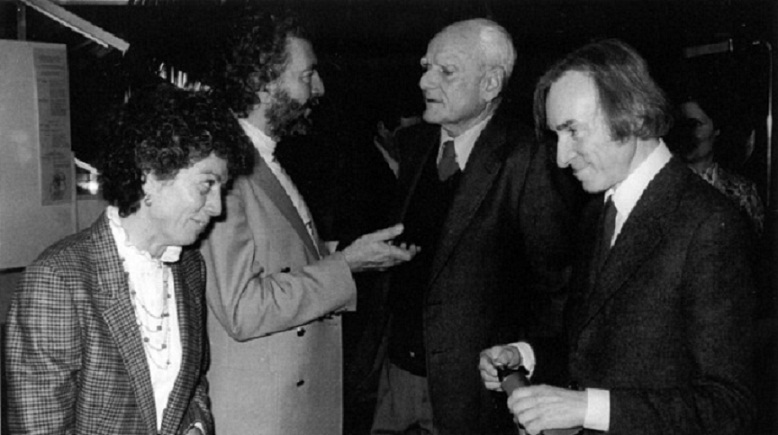
Jolanda Insana, Alain Robbe-Grillet, Alberto Moravia e Guido Ceronetti all'8º Premio letterario internazionale Mondello, 1982

Fu Francesco Lentini, magistrato e intellettuale, a guidare il premio fino al 2001, anno della sua scomparsa).
La sezione dedicata all'opera di autore italiano, da qualche anno prevede tre vincitori, che si contendono il "SuperMondello", un riconoscimento speciale che decreta il vincitore assoluto.
Il Premio Mondello è stato uno dei primi ad istituire una sezione per le "opere prime", ed in questa sezione sono stati premiati, tra gli altri, Valerio Magrelli, Daniele Del Giudice, Aldo Busi, Elisabetta Rasy, Marco Lodoli, Angelo Mainardi, Edoardo Albinati, Roberto Deidier, Tiziano Scarpa, Alba Donati, Luca Giachi e altri ancora.
Fino a qualche anno fa c'era anche una sezione dedicata al teatro, che ha visto, fra i vincitori, nomi del calibro di Leo De Berardinis, Bob Wilson e Luca Ronconi.
Dal 2000, il premio Mondello è promosso dalla Fondazione Sicilia (già Fondazione Banco di Sicilia). Dall'edizione 2012, la trentottesima dalla sua nascita, il Mondello è organizzato in partnership con il Salone internazionale del libro di Torino e guidato da un comitato esecutivo composto dal professor Gianni Puglisi, presidente della Fondazione Sicilia, e da Ernesto Ferrero, direttore del Salone del libro.

### Nuovi meccanismi di votazione
A partire dalla XXXVIII edizione (2012), sono stati introdotti nuovi meccanismi di votazione. Ad aprile un Comitato di selezione composto da tre critici letterari, intellettuali o scrittori decreta i tre vincitori del Premio Opera Italiana che concorrono ad aggiudicarsi il Supermondello, che viene invece assegnato in autunno a Palermo. A decidere il vincitore del Supermondello è una giuria di lettori selezionati da un circuito nazionale di librerie che, dall'annuncio della terna, può votare on-line il proprio romanzo preferito fra i tre finalisti. Il Comitato di selezione è poi arricchito dal nome di un altro autore, giudice monocratico, chiamato ad assegnare il Premio Autore Straniero. 
 Assegnato anche il Premio alla Critica letteraria.
C'è anche una Giuria composta da studenti siciliani, che assegna il Premio Mondello Giovani all'autore scelto fra i tre scrittori italiani selezionati dal Comitato di selezione. Nello specifico, questa giuria è composta da studenti delle scuole superiori di Palermo e di tre altre città siciliane, che dal mese di giugno a metà novembre vengono coinvolti nella lettura dei tre libri in gara, motivando per iscritto il libro prescelto.
Mentre il vincitore del Premio Autore Straniero viene reso noto a maggio, a Torino, durante il Salone Internazionale del libro, che collabora all'organizzazione del premio, e quelli del "Premio Opera Italiana" e del "Premio alla critica letteraria" a giugno nel corso di una conferenza stampa, il vincitore del SuperMondello e quello del Premio Mondello Giovani vengono svelati a novembre a Palermo, in occasione della cerimonia di premiazione, dove il Comitato di selezione premia anche gli studenti autori delle tre motivazioni ritenute migliori. La cerimonia di premiazione di Palermo è anche il momento principale del Festival Mondello Giovani.

## Premiati e giuria
Fra gli autori premiati col Mondello ci sono nomi di grande rilievo, alcuni dei quali hanno poi ricevuto il premio Nobel per la letteratura: Josif Brodskij, Doris Lessing, Günter Grass, Octavio Paz, José Saramago, John Maxwell Coetzee.
Altri premiati sono stati Milan Kundera, Thomas Bernhard, Christa Wolf, Bernard Malamud, Kurt Vonnegut, Friedrich Dürrenmatt, Juan Gelman, Péter Esterházy e Magda Szabó e tra gli italiani Stefano D'Arrigo, Achille Campanile, Alberto Moravia, Carmelo Samonà, Italo Calvino, Mario Luzi, Leonardo Sciascia, Paolo Volponi, Luigi Malerba, Oreste Del Buono, Guido Ceronetti, Ottiero Ottieri, Ottavio Fatica, Andrea Zanzotto, Attilio Bertolucci, Luigi Meneghello, Alessandro Serpieri, Alberto Arbasino, Nico Orengo, Giovanni Raboni, Andrea Camilleri, Antonio Franchini, Nelo Risi, Dacia Maraini, Andrea Carraro, Giulio Angioni, Flavio Soriga, Mario Fortunato, Michela Murgia, Eugenio Baroncelli.
A far parte della giuria, negli anni, sono stati scrittori e critici di primissimo piano del panorama italiano, quali Antonio Porta, Giovanni Raboni, Giuseppe Pontiggia, Leonardo Sciascia, Vanni Scheiwiller e più recentemente Giulia Lanciani, Paolo Giordano, Melania Mazzucco, Niccolò Ammaniti, Marco Missiroli, Giorgio Fontana, Francesco Musolino e Stefano Jossa.

## Vincitori del Premio
I vincitori delle edizioni, nelle diverse sezioni nelle quali è suddiviso il premio, sono i seguenti:
- 1975
  - Letteratura: Bartolo Cattafi
  - Teatro: Ugo Dell’Ara
  - Premio speciale della Giuria: Denis Mack Smith
- 1976
  - Letteratura: Achille Campanile
  - Teatro: Paola Borboni
  - Cinema: Francesco Rosi, cinema
  - Scienze fisiche: Antonino Zichichi
  - Scienze finanziarie: Domenico Scaglione
  - Informazione: Giampiero Orsello
  - Giornalismo: Felice Chilanti
- 1977
  - Letteratura: Günter Grass
  - Teatro: Romolo Valli, Roberto De Simone
  - Cinema: Sergio Amidei, Shelley Winters
  - Televisione: Giuliana Berlinguer, Emilio Rossi
  - Lavoro: Pietro Rizzuto
  - Premio speciale della Giuria: Stefano D'Arrigo
- 1978
  - narrativa straniera: Milan Kundera, Il valzer degli addii (Bompiani)
  - poesia straniera: Ghiannis Ritsos, Tre poemetti (Guanda)
  - opera prima narrativa: Carmelo Samonà, Fratelli ( Einaudi)
  - opera prima poetica: Giovanni Giuga, Poesie da Smerdjakov (Lacaita)
  - teatro: Antonello Agliotti, Franco Chiarenza, Muzi Loffredo, Giovanni Poggiali, Giuliano Vasilicò
  - Premio speciale della Giuria: Jurij Trifonov
- 1979
  - narrativa straniera: N. Scott Momaday, Casa fatta di alba (Guanda)
  - poesia straniera: Josif Brodskij, Fermata nel deserto (Mondadori)
  - opera prima narrativa: Fausta Garavini, Gli occhi dei pavoni (Vallecchi), Piera Oppezzo, Minuto per minuto (La Tartaruga)
  - opera prima poetica: Gilberto Sacerdoti, Fabbrica minima e minore (Pratiche Editrice)
  - teatro: Leo De Berardinis, Perla Peragallo
  - Premio speciale della Giuria: Jarosław Iwaszkiewicz
- 1980
  - narrativa straniera: Juan Carlos Onetti, Gli addii (Editori Riuniti)
  - poesia straniera: Juan Gelman, Gotan (Guanda)
  - opera prima: Valerio Magrelli, Ora serrata retinae (Feltrinelli)
  - teatro: Franco Camarlinghi, Carlo Cecchi, Giuseppe Patroni Griffi, Maurizio Scaparro, Giorgio Strehler, Andrzej Wajda
  - Premio speciale della Giuria: Pietro Consagra
- 1981[1]
  - narrativa straniera: Tadeusz Konwicki, Piccola apocalisse (Feltrinelli)
  - poesia straniera: Gyula Illyés, La vela inclinata (San Marco dei Giustiniani)
  - opera prima: Ferruccio Benzoni, Walter Valeri, Laura Mancinelli I dodici abati di Challant (Einaudi), Stefano Simoncelli rivista di poesia e cultura Sul porto
  - teatro: Beat '72, La gaia scienza, Magazzini Criminali
- 1982
  - autore straniero: Alain Robbe-Grillet, Djinn (Guanda)
  - autore italiano: Alberto Moravia, 1934 e Lettere dal Sahara (Bompiani)
  - traduzione: Guido Ceronetti, Il libro di Isaia (Adelphi)
  - opera prima: Jolanda Insana, Fendenti fonici (Società di poesia)
- 1983
  - autore straniero: Thomas Bernhard, Origine (Adelphi)
  - autore italiano, Premio alla memoria: Vittorio Sereni
  - traduzione: Augusto Frassineti, Il romanzo dei comici di campagna di P. Scarrow (Sansoni)
  - opera prima: Daniele Del Giudice, Lo stadio di Wimbledon (Einaudi)
  - teatro: La gaia scienza
  - Premio speciale della Giuria: Ignazio Buttitta, Pietre nere (Feltrinelli), Angelo M. ed Ela Ripellino
- 1984
  - autore straniero: Adolfo Bioy Casares, Il lato dell'ombra e altre storie fantastiche (Editori Riuniti)
  - autore italiano: Italo Calvino, Palomar (Einaudi)
  - traduzione: Giuseppe Bevilacqua, Luce coatta di P. Celan (Mondadori)
  - opera prima: Aldo Busi, Seminario sulla gioventù (Adelphi)
  - teatro: Luca Ronconi
- 1985
  - autore straniero: Bernard Malamud, Dio mio, grazie (Einaudi) e Il migliore (Mondadori)
  - autore italiano: Mario Luzi, Per il battesimo dei nostri frammenti (Garzanti)
  - traduzione: Serena Vitale, Il poeta e il tempo di M. Cvetaeva (Adelphi)
  - opera prima: Elisabetta Rasy, La prima estasi (Mondadori), Dario Villa, Lapsus in fabula (Società di poesia)
  - Premio speciale della Giuria: Leonardo Sciascia
- 1986
  - autore straniero: Friedrich Dürrenmatt, Giustizia (Garzanti)
  - autore italiano: Paolo Volponi, Con testo a fronte (Einaudi)
  - traduzione: Nicola Crocetti, Poesie segrete di C. Kavafis (Crocetti Editore)
  - opera prima: Marco Lodoli, Diario di un millennio che fugge (Theoria), Angelo Mainardi, La stanza chiusa (Carte segrete)
- 1987
  - autore straniero: Doris Lessing, La brava terrorista (Feltrinelli)
  - autore italiano: Luigi Malerba, Il pianeta azzurro (Garzanti)
  - traduzione: Giuseppe Guglielmi, La domenica della vita di R. Queneau (Einaudi) e Pantomima per un'altra volta di L. F. Céline ( Einaudi)
  - opera prima: Marco Ceriani, Fergana (Amadeus), Giovanni Giudice, Il viaggio straordinario del prof. Smith (Mondadori)
  - Premio speciale della Giuria: Wang Meng, Pensieri vaganti nel deserto (Scheiwiller)
- 1988
  - autore straniero: Vidiadhar Surajprasad Naipaul: L'enigma dell'arrivo (Einaudi)
  - autore italiano: Oreste Del Buono, La debolezza di scrivere (Marsilio), Elio Pagliarani, Epigrammi ferraresi (Manni),
  - traduzione: Ludovica Koch, Beowulf (Einaudi),
  - opera prima: Edoardo Albinati, Arabeschi della vita morale (Longanesi), Silvana La Spina, Morte a Palermo (La Tartaruga),
  - Premio speciale della Giuria: Robert Wilson, teatro, Michail Gorbačëv,
- 1989
  - Edizione speciale «Cento critici, due grandi premi» - Giovanni Macchia, Tra Don Giovanni e Don Rodrigo, (Adelphi) - Octavio Paz, Una terra, quattro o cinque mondi, (Garzanti)
- 1990
  - autore straniero: Christa Wolf, Recita estiva (e/o),
  - autore italiano: Gianni Celati, Parlamenti buffi (Feltrinelli), Emilio Villa, Opere poetiche (Coliseum),
  - traduzione: Francesco Tentori Montalto, Solitudini di Antonio Machado(Crocetti),
  - opera prima: Andrea Canobbio, Vasi cinesi (Einaudi), Romana Petri, Il gambero blu (Rizzoli),
  - Premio speciale della Giuria: Peter Carey, José Donoso, Northrop Frye, Jorge Semprún, Wole Soyinka, Lu Tongliu,
- 1991
  - autore straniero: Kurt Vonnegut, Galapagos (Bompiani),
  - autore italiano: Andrea Zanzotto, Racconti e prose e Fantasie di avvicinamento (Mondadori),
  - traduzione: Maria Grazia Ciani, Iliade (Marsilio),
  - opera prima: Anna Cascella, Tesoro da nulla (Scheiwiller),
  - Premio «operatore culturale»: Allen Mandelbaum,
  - Premio del Presidente: Associazione bancaria italiana,
- 1992
  - autore straniero: Bohumil Hrabal, L'uragano di novembre (e/o)
  - autore italiano: Ottiero Ottieri, L'infermiera di Pisa (Garzanti)
  - traduzione: Alessandro Serpieri, Sonetti, di Shakespeare (Rizzoli)
  - opera prima: Marco Caporali, Il mondo all'aperto (Empirìa), Nelida Milani, Una valigia di cartone (Sellerio)
  - Premio speciale della Giuria: Kōbō Abe, Tahar Ben Jelloun, Germaine Greer, Wilson Harris, José Saramago
  - Premio «Cinque continenti»: Fernanda Pivano,
- 1993
  - autore straniero: Seamus Heaney, Station Island (Mondadori),
  - autore italiano: Attilio Bertolucci, Verso le sorgenti del Cinghio (Garzanti)
  - traduzione: Cosimo Ortesta, Per una tomba di Anatole di Stéphane Mallarmé (SE)
  - opera prima: Silvana Grasso, Nebbie di ddraunàra (La Tartaruga), Giulio Mozzi, Questo è il giardino (Theoria)
  - Premio «Cinque continenti»: Kenzaburō Ōe, Insegnaci a superare la nostra pazzia (Garzanti)
  - Premio speciale della Giuria: Associazione Scrittori Cinesi
- 1994
  - autore straniero: J. M. Coetzee, Il maestro di Pietroburgo (Donzelli),
  - autore italiano: Luigi Meneghello, Il dispatrio (Rizzoli),
  - traduzione: Ottavio Fatica, Limericks di Edward Lear (Theoria),
  - opera prima: Ernesto Franco, Isolario (Einaudi),
  - Premio per l'intera opera di autore straniero: Stephen Spender,
- 1995
  - autore straniero: Vladimir Nikolaevič Vojnovič, II colbacco (Einaudi),
  - autore italiano: Fernando Bandini, Santi di Dicembre (Garzanti), Michele Perriera, La spola infinita (Sellerio),
  - traduzione: Nadia Fusini, Le onde di Virginia Woolf (Einaudi),
  - opera prima: Roberto Deidier, Il passo del giorno (Sestante),
  - Premio speciale della Giuria: Dong Baoucum, Fan Boaci, Wang Huanbao, Shi Peide, Chen Yuanbin,
- 1996
  - autore straniero: David Grossman, Ci sono bambini a zig-zag (Mondadori),
  - autore italiano: Nico Orengo, L'autunno della signora Waal (Einaudi),
  - opera prima: Giuseppe Quatriglio, L'uomo orologio (Sellerio), Tiziano Scarpa, Occhi sulla graticola (Einaudi),
  - Premio speciale per l'intera opera di autore straniero: Thomas Keneally,
  - Premio speciale per l'intera opera di autore italiano: Alberto Arbasino,
  - Premio speciale della Giuria: Xu Huainzhong, Xiao Xue, Yu Yougqnan, Qin Wenjun,
- 1997
  - autore italiano: Giuseppe Bonaviri: Silvinia (Mondadori)
  - autore italiano: Giovanni Raboni: Tutte le poesie (Garzanti)
  - traduzione: Roberto Mussapi, I ragazzi che amavano il vento (Feltrinelli)
  - opera prima: Fabrizio Rondolino, Un così bel posto (Rizzoli)
  - Premio Cinque continenti: Margaret Atwood, André Brink, David Malouf, Romesh Gunesekera, Christoph Ransmayr
  - Premio speciale della Giuria: Khushwant Singh
  - Premio del Presidente: « Einaudi Stile Libero »
- 1998
  - autore straniero: Philippe Jaccottet, Alla luce d'inverno (Marcos y Marcos),
  - autore italiano: Carlo Ginzburg, Occhiacci di legno (Feltrinelli),
  - traduzione: Pietro Marchesani, Vista con granelli di sabbia di Wisława Szymborska (Adelphi),
  - opera prima: Alba Donati, La repubblica contadina (City Lights),
  - Premio speciale della Giuria: Javier Marías,
- 1999
  - autore straniero: Don DeLillo, Underworld (Einaudi),
  - autore italiano: Alessandro Parronchi, Diadema, (Mondadori),
  - traduzione: Franco Buffoni, Songs of Spring (Marcos y Marcos),
  - opera prima: Paolo Febbraro, Il secondo fine (Marcos y Marcos),
  - Premio «Palermo ponte per l'Europa»: Dacia Maraini,
- 2000
  - autore straniero: Aleksandar Tišma, Il libro di Blam (Feltrinelli),
  - autore italiano: Elio Bartolini, Le quattro sorelle Bau (Santi Quaranta),
  - traduzione: Sossio Giametta, La stella danzante di Friedrich Nietzsche (Rizzoli),
  - opera prima: Evelina Santangelo, L'occhio cieco del mondo (Einaudi)
  - Premio «Palermo ponte del Mediterraneo»: Alberto Arbasino,
- 2001
  - autore straniero: Nuruddin Farah, Doni (Fassinelli),
  - autore italiano: Roberto Alajmo, Notizia del disastro (Garzanti),
  - traduzione: Michele Ranchetti, Sotto il tiro di presagi di Paul Celan (Einaudi),
  - opera prima: Giuseppe Lupo, L'americano di Celenne (Marsilio)
  - teatro: Claudio Magris, La mostra (Garzanti),
  - premio speciale della Giuria: Francesco Burdin
- 2002
  - autore straniero: Per Olov Enquist, Il medico di corte (Iperborea)
  - autore italiano: Andrea Camilleri, Il re di Girgenti (Sellerio)
  - traduzione: Luigi Reitani, Tutte le liriche di Friedrich Hölderlin (Mondadori)
  - teatro: Tonino Conte, L'amato Bene (Einaudi),
  - Premio speciale della Giuria: Luciano Erba, Poesie 1951-2001 (Mondadori)
- 2003
  - autore straniero: Adonis, Cento poesie d'amore (Guanda),
  - autore italiano: Andrea Carraro, Non c'è più tempo (Rizzoli); Antonio Franchini, Cronaca della fine (Marsilio); Giorgio Pressburger, L'orologio di Monaco (Einaudi)
  - traduzione: Maria Antonietta Saracino, Il giorno della libertà di Ralph Waldo Ellison (Einaudi), traduzione
  - Opera prima: Giovanni Bergamini, I datteri di Babilonia (Scheiwiller), Simona Corso, Capodanno al Tennis club (Sellerio)
  - Premio Ignazio Buttitta: Nino De Vita, Cutusìu (Mesogea)
  - Comunicazione: Michele Mirabella
  - teatro: Teatro Biondo Palermo,
  - Premio speciale della giuria Isabella Quarantotti De Filippo, In mezzo al mare un'isola c'è (La Conchiglia),
  - Premio del Presidente: Martin Amis, Esperienza (Einaudi)
- 2004
  - Autore straniero: Les Murray, Freddy Nettuno (Giano),
  - Autore italiano: Maurizio Bettini, Le coccinelle di Redun (Einaudi); Giorgio Montefoschi, La sposa (Rizzoli); Nelo Risi, Ruggine (Mondadori)
  - traduzion: e Angelo Morino, Vivere per raccontarla di Gabriel García Márquez (Mondadori),
  - Opera prima: Adriano Lo Monaco, La verità di Vivenzio (Maschietto),
  - Comunicazione: Giovanni Minoli, «MEDITERRANEO»,
- 2005
  - Primo premio sezione Autore italiano: Raffaele Nigro, Malvarosa (Rizzoli); Secondo premio sezione Autore italiano: Maurizio Cucchi, Il male è nelle cose (Mondadori); Terzo premio sezione Autore italiano: Giuseppe Conte, La casa delle onde (Longanesi);[2]
  - Autore straniero: Magda Szabó, La Porta
  - Opera prima: Piercarlo Rizzi, L'eredità dello zio Guido
  - Sezione traduzione Agostino Lombardo: Claudio Groff, Le immagini perdute di Peter Handke,
  - Premio Ignazio Buttitta: Attilio Lolini, Notizia dalla Necropoli,
  - Sezione Comunicazione: Renzo Arbore
  - Premio speciale del Presidente della Giuria: Arno Penzias
- 2006
  - Primo premio sezione Autore italiano SuperMondello: Paolo Di Stefano, Aiutami tu (Feltrinelli); Secondo premio sezione Autore italiano: Giulio Angioni, Le fiamme di Toledo (Sellerio);
  - Autore straniero: Uwe Timm, Rosso (le lettere),
  - Opera prima: Francesco Fontana, L'imitatore di corvi (Feltrinelli)
  - Sezione traduzione Agostino Lombardo: Susanna Basso, I fantasmi di una vita, di Hilary Mantel (Einaudi)
  - Premio Ignazio Buttitta: Roberto Rossi Precerutti, Rovine del cielo (Crocetti)
  - Sezione Teatro: Luigi Lo Cascio
  - Premio speciale della Giuria: Marina Rullo per BIBLIT (Comunità virtuale di traduttori letterari)
  - Premio speciale del Presidente della Giuria: Alain Elkann
- 2007
  - Sezione Autore italiano SuperMondello: Mario Fortunato, Giorni d'amore e di guerra (Bompiani); Sezione Autore italiano: Toni Maraini, Lettera da Benares (Sellerio), Sezione Autore italiano: Andrea Di Consoli, Il padre degli animali (Rizzoli),
  - Autore straniero: Bapsi Sidhwa, Acqua (Water: A Novel) (Neri Pozza)
  - Opera prima: Paolo Fallai, Freni (Edizioni e/o|E/o)
  - Sezione traduzione Agostino Lombardo: Piotr Salwa, Canzoniere, di Francesco Petrarca (edizione in polacco)
  - Premio Ignazio Buttitta: Silvia Bre, Marmo (Einaudi)
  - Sezione Comunicazione: Giulia Maria Mozzoni Crespi
  - Sezione Teatro: Claus Peymann
  - Premio speciale Giuria ex aequo per la traduzione de Il Gattopardo: in russo:: Elena Dmitrieva, in francese: Jean Paul Manganaro
  - Premio speciale del Presidente della Giuria: Andrea Ceccherini
- 2008
  - Sezione Autore italiano SuperMondello: Andrea Bajani, Se consideri le colpe (Einaudi); Sezione Autore italiano SuperMondello: Antonio Scurati, Una storia romantica (Bompiani); Sezione Autore italiano: Flavio Soriga, Sardinia blues (Bompiani)
  - Sezione Autore straniero: Bernardo Atxaga, Il libro di mio fratello (Einaudi)
  - Premio Ignazio Buttitta sezione Poesia: Elio Pecora, Simmetrie (Mondadori)
  - Opera prima: Luca Giachi, Oltre le parole (Hacca)
  - Sezione Opera di traduzione Premio Agostino Lombardo: René de Ceccatty, per I due amici di Alberto Moravia, Les deux amis (Flammarion)
  - Premio speciale della Giuria: Tzvetan Todorov, La letteratura in pericolo (Garzanti)
  - Premio speciale del Presidente della Giuria: Milena Gabanelli
  - Sezione Comunicazione: Sabrina Giannini
- 2009
  - Supermondello: Tiziano Scarpa, Stabat mater (Einaudi)
  - Sezione Autore italiano Narrativa: Mario Desiati, Il paese delle spose infelici (Mondadori); Osvaldo Guerrieri, L'insaziabile (Neri Pozza); Sezione Opere di Poesia: Gregorio Scalise, Opera-opera, Poesie scelte 1968-2007 (Sossella)
  - Opera prima: Carlo Carabba, Gli anni della pioggia (Pequod)
  - Autore straniero: Viktor Erofeev, Il buon Stalin (Einaudi)
  - Premio speciale della Giuria: Enrique Vila-Matas, Dottor Pasavento (Feltrinelli)
  - Premio speciale del presidente: Ibrahim al-Koni, La patria delle visioni celesti e altri racconti del deserto (E/o)
  - Premio Opera di traduzione: Smaranda Elian[3]
  - Premio per la Comunicazione: L'INDICE DEI LIBRI DEL MESE (Rivista -25 anni di attività)
- 2010
  - Supermondello: Michela Murgia, Accabadora (Einaudi)
  - Premio Autore italiano (Narrativa): Lorenzo Pavolini, Accanto alla tigre (Fandango); Roberto Cazzola, La delazione (Casagrande)
  - Premio per la poesia: Antonio Riccardi, Acquarama (Garzanti)
  - Opera prima: Gabriele Pedullà, Lo spagnolo senza sforzo (Einaudi)
  - Autore straniero: Edmund White, La doppia vita di Rimbaud (minimum fax)
  - Premio speciale della Giuria: Francesco Forgione, Mafia export (Baldini Castoldi Dalai)
  - Premio speciale del presidente: Emmanuele Maria Emanuele
  - Premio Traduzione: Evgenij Solonovic, per Farfalla di Dinard di Eugenio Montale
  - Premio Identità e letterature dialettali: Gianluigi Beccaria, Misticanze e Marco Paolini
  - Premio Saggistica: Marzio Barbagli, Congedarsi dal mondo - il suicidio in Oriente e in Occidente (il Mulino)
- 2011
  - Supermondello: Eugenio Baroncelli, Mosche d'inverno (Sellerio)
  - Premio Autore italiano (Narrativa): Eugenio Baroncelli, Mosche d'inverno (Sellerio); Milo De Angelis, Quell'andarsene nel buio dei cortili (Mondadori); Igiaba Scego, La mia casa è dove sono (Rizzoli)
  - Premio Autore straniero: Javier Cercas, Anatomia di un istante (Guanda)
  - Premio Mondello Giovani[4]: Claudia Durastanti, Un giorno verrò a lanciare sassi alla tua finestra (Marsilio)
  - Premio Mondello per la Multiculturalità: Kim Thúy, Riva (Nottetempo)
  - Premio del Presidente della Giuria: Antonio Calabrò, Cuore di cactus (Sellerio)
  - Premio all'Intelligenza d'impresa: Targa Archimede a Enzo Sellerio
- 2012
  - Supermondello: Davide Orecchio, Città distrutte (Gaffi)
  - Premio Autore italiano (Narrativa): Edoardo Albinati, Vita e morte di un ingegnere (Mondadori); Paolo Di Paolo, Dove eravate tutti (Feltrinelli); Davide Orecchio, Città distrutte (Gaffi)
  - Premio Mondello Giovani: Edoardo Albinati, Vita e morte di un ingegnere (Mondadori)
  - Premio Autore straniero: Elizabeth Strout,
  - Premio alla carriera: Antonio Debenedetti
  - Premio alla Critica letteraria: Salvatore Silvano Nigro, Il Principe fulvo (Sellerio)
- 2013
  - Supermondello: Valerio Magrelli Geologia di un padre (Einaudi)
  - Premio Autore italiano (Narrativa): Andrea Canobbio, Tre anni luce (Feltrinelli), Valerio Magrelli Geologia di un padre (Einaudi) e Walter Siti, Resistere non serve a niente (Rizzoli)
  - Premio Mondello Giovani, Andrea Canobbio, Tre anni luce (Feltrinelli),
  - Premio Autore straniero: Péter Esterházy
  - Premio Mondello Critica letteraria: Maurizio Bettini, Vertere. Un'antropologia della traduzione nella cultura antica (Einaudi)
  - Premio Speciale per la Narrativa di viaggio: Marina Valensise, Il sole sorge a sud (Marsilio)
- 2014
  - Supermondello: Giorgio Falco La gemella H (Einaudi)
  - Premio Autore italiano (Narrativa): Irene Chias Esercizi di sevizia e seduzione (Mondadori), Giorgio Falco La gemella H (Einaudi – Stile Libero), Francesco Pecoraro La vita in tempo di pace (Ponte alle Grazie)
  - Premio Opera Italiana e Premio Mondello Giovani: Irene Chias Esercizi di sevizia e seduzione (Mondadori)
  - Premio Autore Straniero: Joe R. Lansdale
  - Premio Mondello Critica letteraria: Enrico Testa L'italiano nascosto (Einaudi)
  - Premio Speciale "40 anni di Mondello": Gipi, Unastoria (Coconino Press)
- 2015 (Nella XLI edizione i vincitori del Premio Opera Italiana hanno ricevuto 3. 000 euro ciascuno, 5. 000 quello dell'autore straniero e 3. 000 del Mondello Critica).[5]
  - Supermondello e Premio Mondello Giovani: Marco Missiroli Atti osceni in luogo privato (Feltrinelli)
  - Premio Autore italiano (Narrativa): Nicola Lagioia La ferocia (Einaudi), Letizia Muratori Animali domestici (Adelphi),
  - Premio Autore Straniero: Emmanuel Carrère
  - Premio Mondello Critica letteraria: Ermanno Cavazzoni Il pensatore solitario (Guanda)
  - Premio speciale del Presidente della Giuria: Alessandro D'Avenia, Ciò che inferno non è (Mondadori
- 2016
  - SuperMondello e Premio Mondello Giovani: Romana Petri Le serenate del ciclone (Neri Pozza)
  - Premio Autore italiano (Narrativa): Marcello Fois Luce perfetta (Einaudi), Emanuele Tonon Fervore (Mondadori)
  - Premio Autore Straniero: Marilynne Robinson[6]
  - Premio Mondello Critica letteraria: Serena Vitale Il defunto odiava i pettegolezzi (Adelphi)
- 2017
  - Supermondello: Stefano Massini Qualcosa sui Lehman (Mondadori)
  - Premio Autore italiano (Narrativa): Alessandro Zaccuri (Premio Mondello Giovani) Lo spregio (Marsilio) Alessandra Sarchi La notte ha la mia voce (Einaudi)
  - Premio Autore Straniero: Cees Nooteboom
  - Premio Mondello Critica letteraria: Antonio Prete Il cielo nascosto (Bollati Boringhieri)
- 2018
  - Supermondello: Davide Enia Appunti per un naufragio (Sellerio)
  - Premio Autore italiano (Narrativa): Davide Enia Appunti per un naufragio (Sellerio), Michele Mari Leggenda privata (Einaudi), Autore italiano e Premio Mondello Giovani: Laura Pariani Di ferro e d'acciaio (NN Editore)
  - Premio Autore Straniero: Herta Müller
  - Premio Mondello Critica letteraria: Alberto Casadei Biologia della letteratura (il Saggiatore)
- 2019
  - Supermondello: Giulia Corsalini La lettrice di Cechov (Nottetempo)
  - Premio Autore italiano (Narrativa): Andrea Gentile I vivi e i morti (minimum Fax), Giulia Corsalini La lettrice di Cechov (Nottetempo), Autore italiano e Mondello Giovani: Marco Franzoso L'innocente (Mondadori)
  - Premio Autore Straniero: Colum McCann
  - Premio Mondello Critica letteraria: Raffaele Manica Praz (Italo Svevo)
- 2020
  - Supermondello: Non assegnato[7]
  - Premio Autore italiano (Narrativa): Giorgio Fontana Prima di noi (Sellerio), Ginevra Lamberti Perché comincio dalla fine (Marsilio), Chiara Valerio Il cuore non si vede (Einaudi)[8]
  - Premio Autore Straniero: Non assegnato
  - Premio Mondello Critica letteraria: Giulio Ferroni L’Italia di Dante. Viaggio nel paese della Commedia (La Nave di Teseo)
- 2021
  - Supermondello: Laura Forti Forse mio padre (Giuntina)
  - Premio Autore italiano (Narrativa): Laura Forti Forse mio padre (Giuntina), Giulio Mozzi Le ripetizioni (Marsilio), Alessio Torino Al centro del mondo (Mondadori)[9]
  - Premio Autore Straniero: Michel Houellebecq
  - Premio Mondello Critica letteraria: Lorenzo Tomasin Europa romanza. Sette storie linguistiche (Einaudi)
- 2022
  - Supermondello: Michela Marzano Stirpe e vergogna (Rizzoli)[10]
  - Premio Autore italiano (Narrativa)[11]: Vincenzo Latronico Le perfezioni (Bompiani), Michela Marzano Stirpe e vergogna (Rizzoli), Autore italiano e Premio Mondello Giovani: Domenico Starnone Vita mortale e immortale della bambina di Milano (Einaudi)[12]
  - Premio Autore Straniero: Annie Ernaux[13]
  - Premio Mondello Critica letteraria: Mario Baudino Il teatro del letto. Storie notturne tra libri, eroi, fantasmi e donne fatali (La Nave di Teseo)
  - Premio Speciale della Giuria[14]: Franco Moretti Falso movimento. La svolta quantitativa nello studio della letteratura (Nottetempo)
- 2023
  - Supermondello: Ada D'Adamo Come d'aria (Elliot)[15]
  - Premio Autore italiano (Narrativa)[16]: Ada D'Adamo Come d'aria (Elliot), Valeria Parrella La fortuna (Feltrinelli), Francesco Pecoraro Solo vera è l’estate (Ponte alle Grazie)
  - Premio Autore Straniero[17]: Julian Barnes
  - Premio Mondello Critica letteraria: Giuseppe Patota Lezioni di italiano. Conoscere e usare bene la nostra lingua (Il Mulino)
  - Premio Mondello Giovani: Ada D'Adamo Come d'aria (Elliot)
  - Premio Speciale della Giuria:
- 2024
  - Supermondello: Marco Cassardo Eravamo immortali (Mondadori)[18]
  - Premio Autore italiano (Narrativa)[19]: Marco Cassardo Eravamo immortali (Mondadori), Giovanni Grasso Il segreto del tenente Giardina (Rizzoli), Claudia Durastanti Missitalia (La Nave di Teseo)
  - Premio Autore Straniero[20]: Mircea Cărtărescu
  - Premio Mondello Critica letteraria:
  - Premio Mondello Giovani: Giovanni Grasso Il segreto del tenente Giardina (Rizzoli)
  - Premio Speciale del Presidente: Antonio Franchini Il fuoco che ti porti dentro (Marsilio)
  - Premio Speciale per la Letteratura: Deborah Gambetta Incompletezza. Una storia di Kurt Gödel (Ponte alle Grazie)